# بون (کلرادو)
بون (به انگلیسی: Boone) شهری در ایالت کلرادو کشور ایالات متحده آمریکا است که جمعیت آن در سرشماری سال ۲۰۱۰ میلادی، ۳۳۹ نفر بوده‌است.